# El Chepinque, Zacatecas
El Chepinque är en ort i Mexiko.   Den ligger i kommunen Ojocaliente och delstaten Zacatecas, i den centrala delen av landet, 500 km nordväst om huvudstaden Mexico City. El Chepinque ligger 2 174 meter över havet och antalet invånare är 213.
Terrängen runt El Chepinque är kuperad åt nordväst, men åt sydost är den platt. Runt El Chepinque är det ganska tätbefolkat, med 65 invånare per kvadratkilometer. Närmaste större samhälle är Luis Moya, 17,5 km väster om El Chepinque. Omgivningarna runt El Chepinque är i huvudsak ett öppet busklandskap.